# فروست‌وایر
فروست‌وایر (انگلیسی: FrostWire) نرم‌افزار آزاد و متن‌باز بیت‌تورنت است که انشعاب نرم‌افزار لایم‌وایر است که در سپتامبر ۲۰۰۴ عرضه شد.